# Quercus pachucana
Quercus pachucana Zav.-Cháv. – gatunek rośliny z rodziny bukowatych (Fagaceae Dumort.). Występuje naturalnie w Meksyku, w stanie Hidalgo, w górach Sierra de Pachuca. 

## Morfologia
PokrójDrzewo lub krzew, dorasta do 4–6 m wysokości. Kora ma szarą barwę i jest popękana w nieregularne, małe, grube, mniej lub bardziej wklęsłe płytki. Gałązki są brązowe, o grubości 1–1,5 mm, z drobnymi, gęstymi włoskami. Pąki osiągają 2–3 mm długości, z mniej lub bardziej spiczastym wierzchołkiem.
LiścieBlaszka liściowa jest skórzasta i ma kształt od eliptycznie lancetowatego do odwrotnie lancetowatego. Mierzy 3,5–8 cm długości oraz 1,5–3 cm szerokości, jest całobrzega lub delikatnie falowana na brzegu, z po jednym lub dwoma spiczastymi ząbkami z każdej strony w 1/3 jej długości, ma zwężoną nasadę (często asymetryczną) od zaokrąglonej do niemal sercowatej i tępy lub ostry (zazwyczaj krótko spiczasty) wierzchołek. Ma 6–9 par nerwów. W wierzchu ma zieloną barwę i jest bezwłosa, z wyjątkiem gwiaździście ułożonych włosków u nasady i wzdłuż środkowej części, natomiast od spodu jest żółtawo owłosiona, z lekko uwydatnionymi żyłkami. Młode liście są krótko i gęsto owłosione. Ogonek liściowy ma czerwonawo-brązową barwę, jest owłosiony i ma 2,5–8 mm długości. Przylistki osiągają 4–5 mm długości i opadają, gdy liście stają się dorosłe.
OwocePojedyncze lub zebrane w parach orzechy zwane żołędziami, dorastają do 10–13 mm długości. Są siedzące lub na bardzo krótkich szypułkach. Osadzone są do połowy w zaokrąglonych, całobrzegich miseczkach, z płaskimi łuskami orzęsionymi na brzegu.
Gatunki podobneRoślina jest podobna do Q. crassipes (ale miseczka żołędzia jest całobrzega) oraz do dębu meksykańskiego (Q. mexicana), od którego różni się ząbkami na liściach.

## Biologia i ekologia
Występuje na wysokości około 2800 m n.p.m. Kwitnie od stycznia do marca, natomiast owoce dojrzewają od sierpnia do listopada następnego roku.